# Telchac Puerto
Telchac Puerto es un pueblo pesquero cabecera del municipio de Telchac Puerto ubicado en la región litoral centro del estado mexicano de Yucatán, México. Según el censo del INEGI de 2020, en ese año contaba con cerca de 2 000 habitantes. Históricamente, ha sido un pequeño poblado portuario con una creciente actividad turística en la actualidad.

## Localización
Es un pequeño puerto pesquero en el Golfo de México localizado a 65 kilómetros al noreste de la ciudad de Mérida, capital del estado; y a 30 minutos de Progreso. Su denominación de "puerto" es para diferenciarlo del cercano Telchac Pueblo.

## Toponimia
El nombre de Telchac, significa en lengua maya La lluvia necesaria. Deriva de las voces Tel, indispensable o necesario y chaac, lluvia o agua.

## Turismo
Telchac Puerto es una localidad turística que cuenta con hoteles y restaurantes. A 10 minutos del puerto se encuentra la Playa de Coco, una playa que posee uno de los pocos cocoteros que se pudieron preservar después de una epidemia de amarillamiento letal que atacó a las palmeras de coco de toda la región peninsular en los años 1980.
En abril de 2014 abrió sus puertas el Museo del Mar, un esfuerzo privado y gubernamental para darle a la comunidad un espacio cultural y de conocimiento.

## Galería

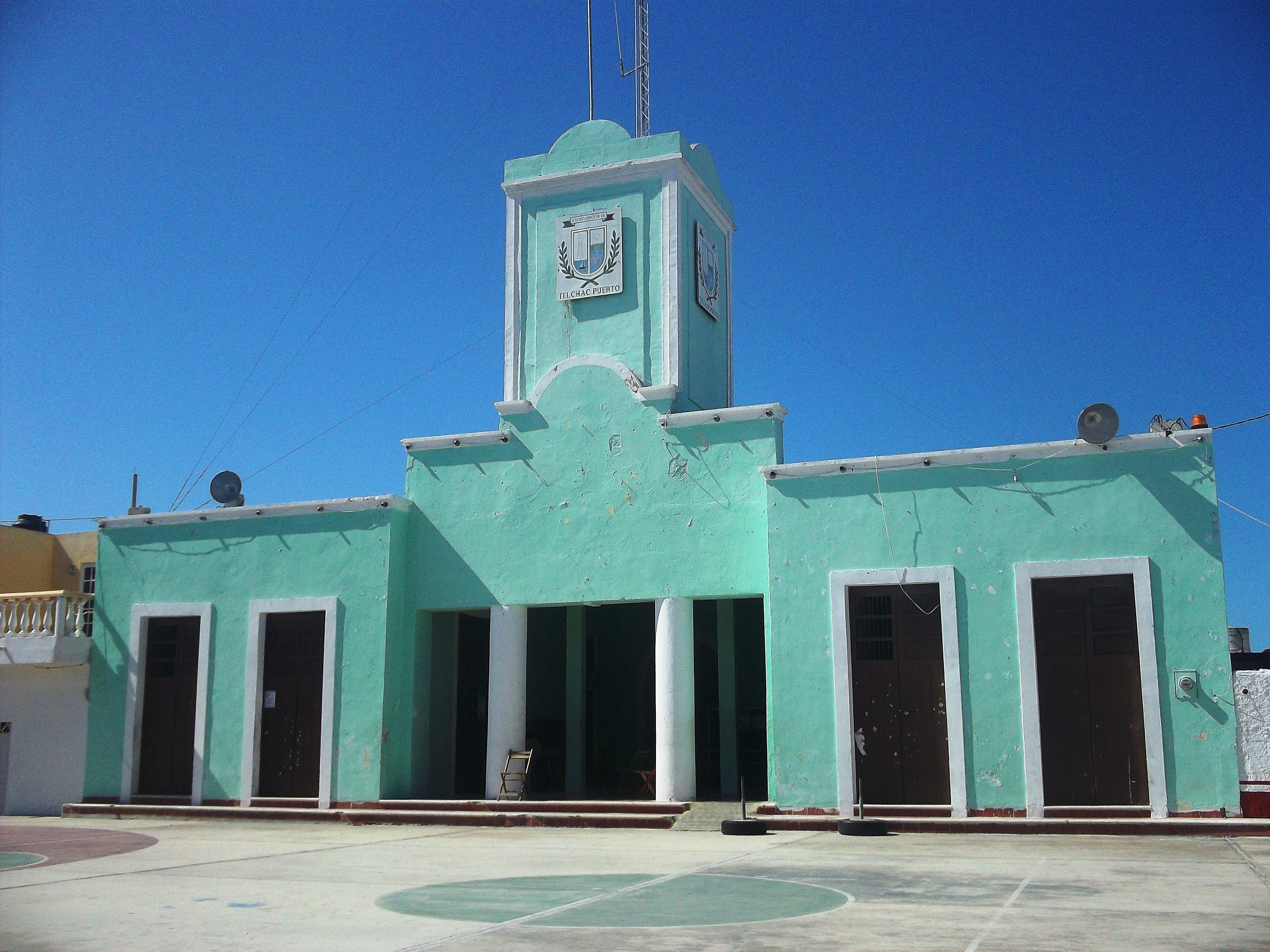
Palacio municipal de Telchac Puerto.
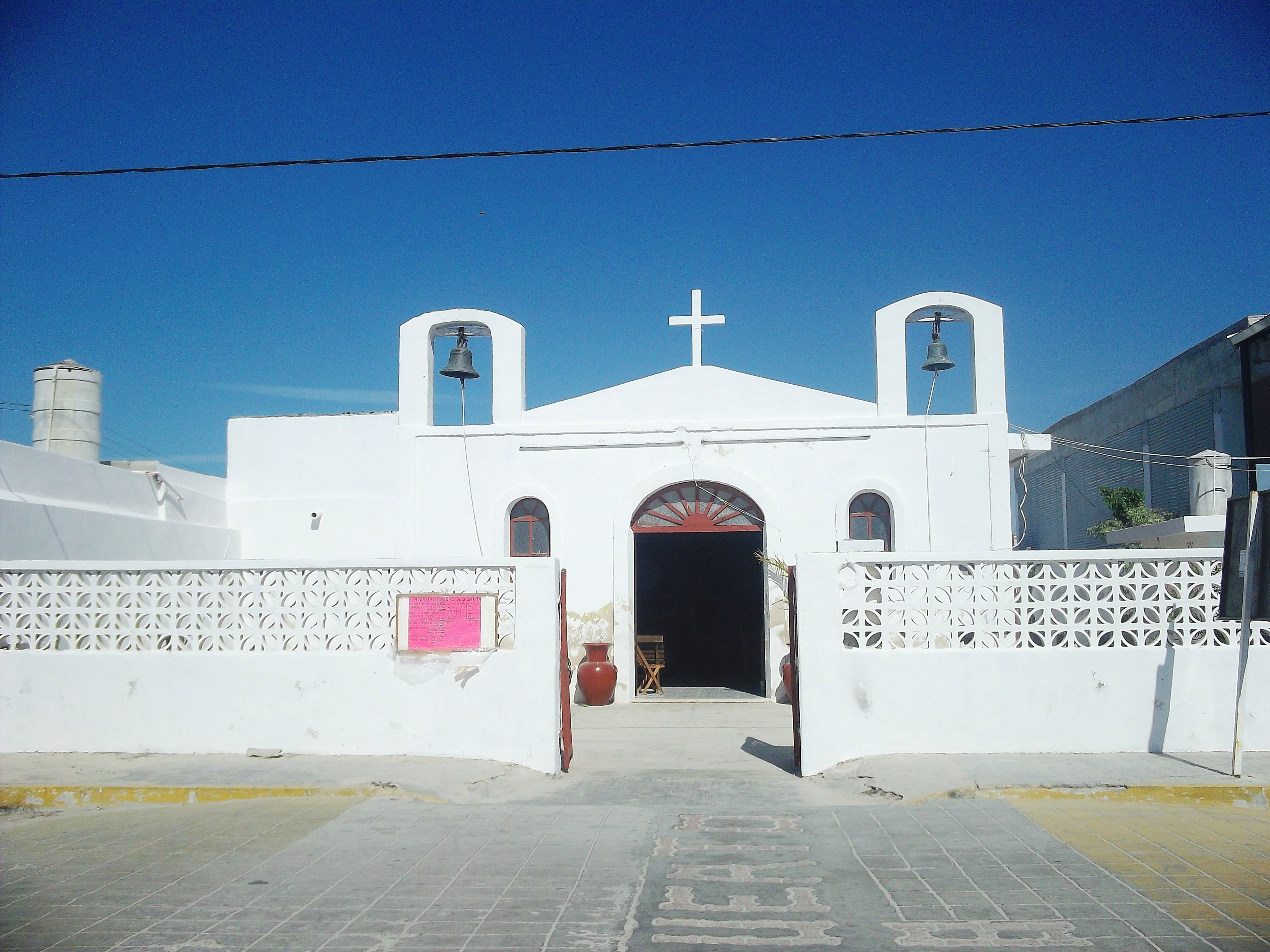
Iglesia principal de Telchac Puerto.
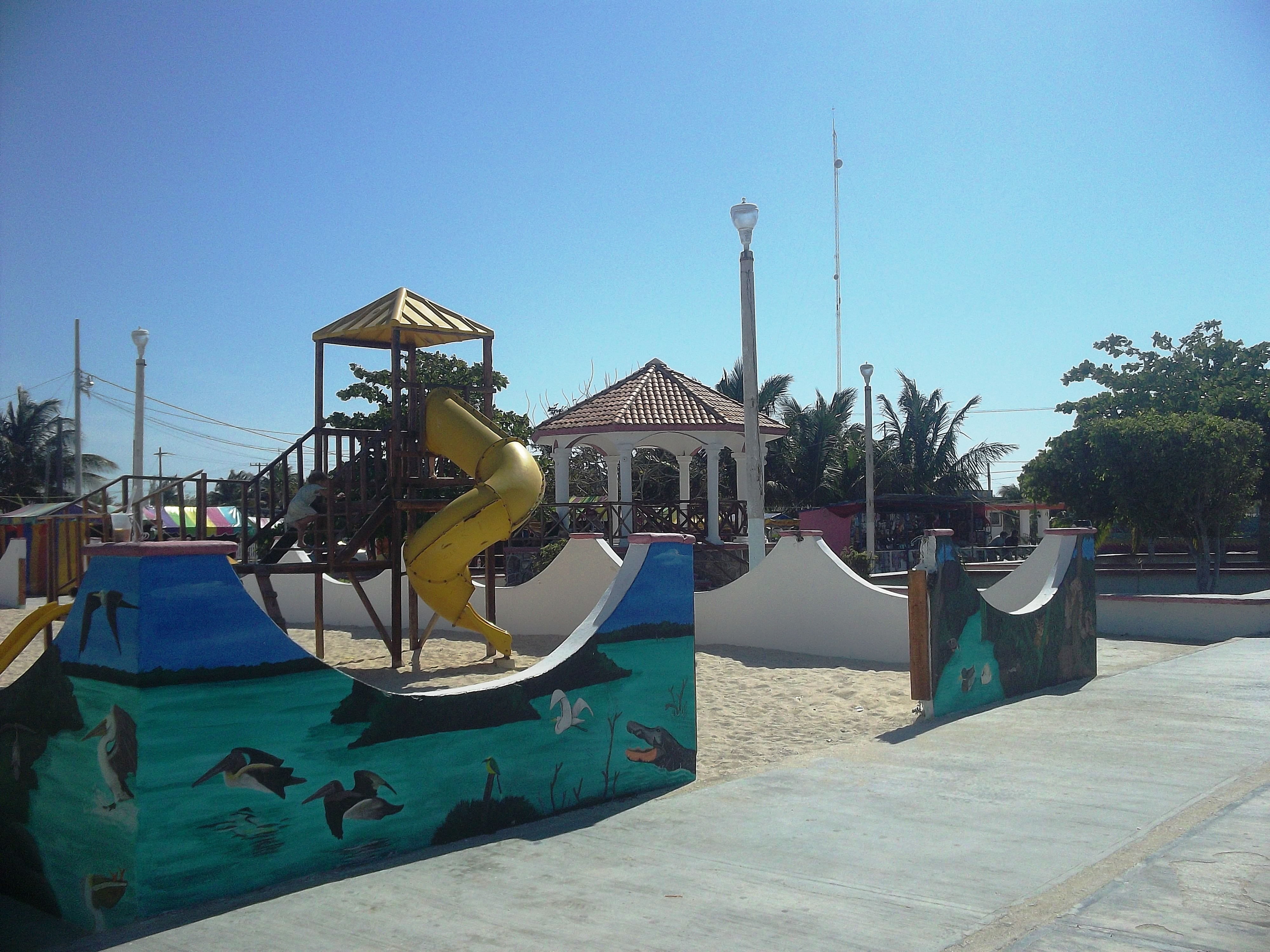
Parque principal de Telchac Puerto.
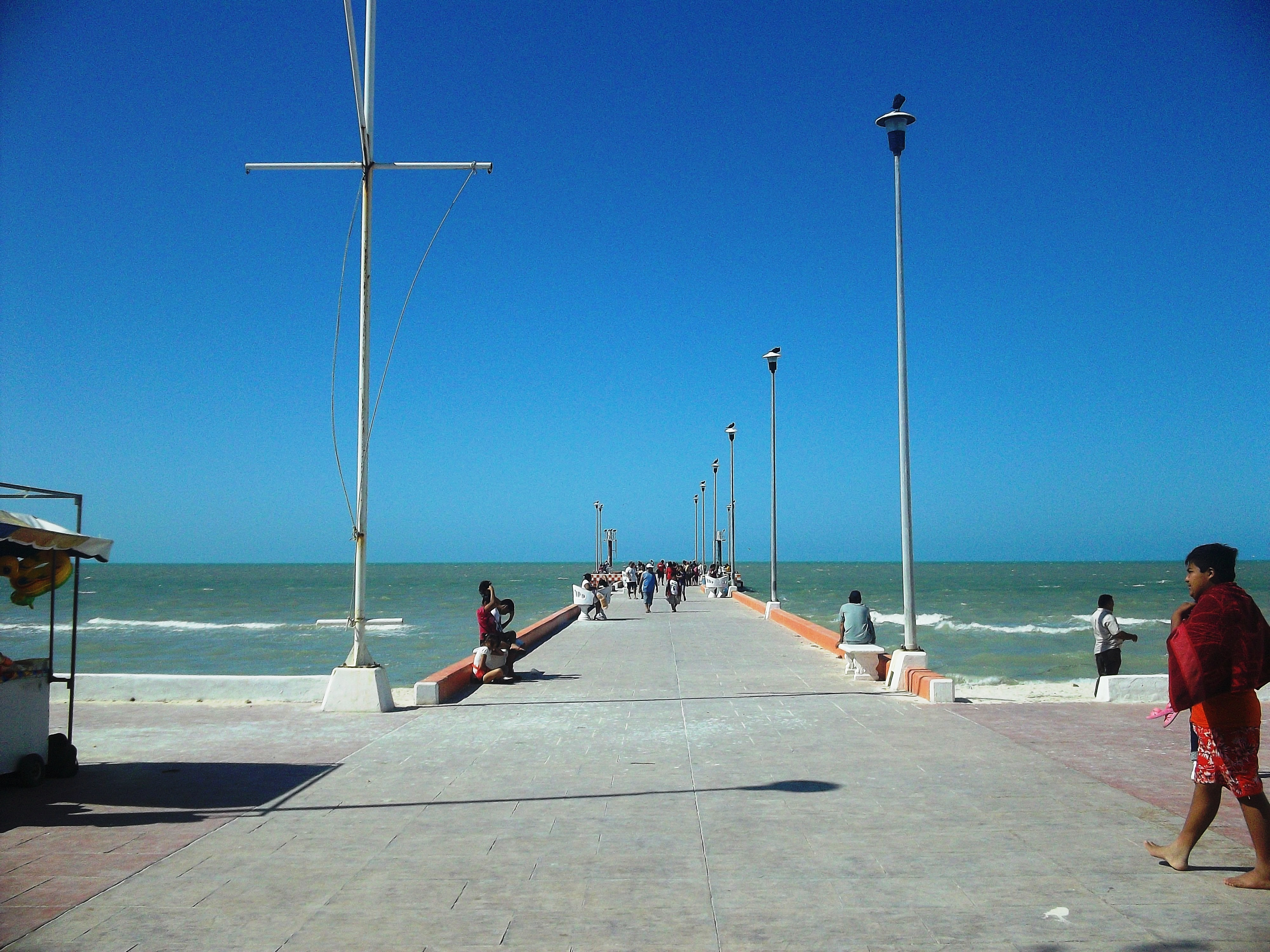
Muelle de Telchac Puerto.
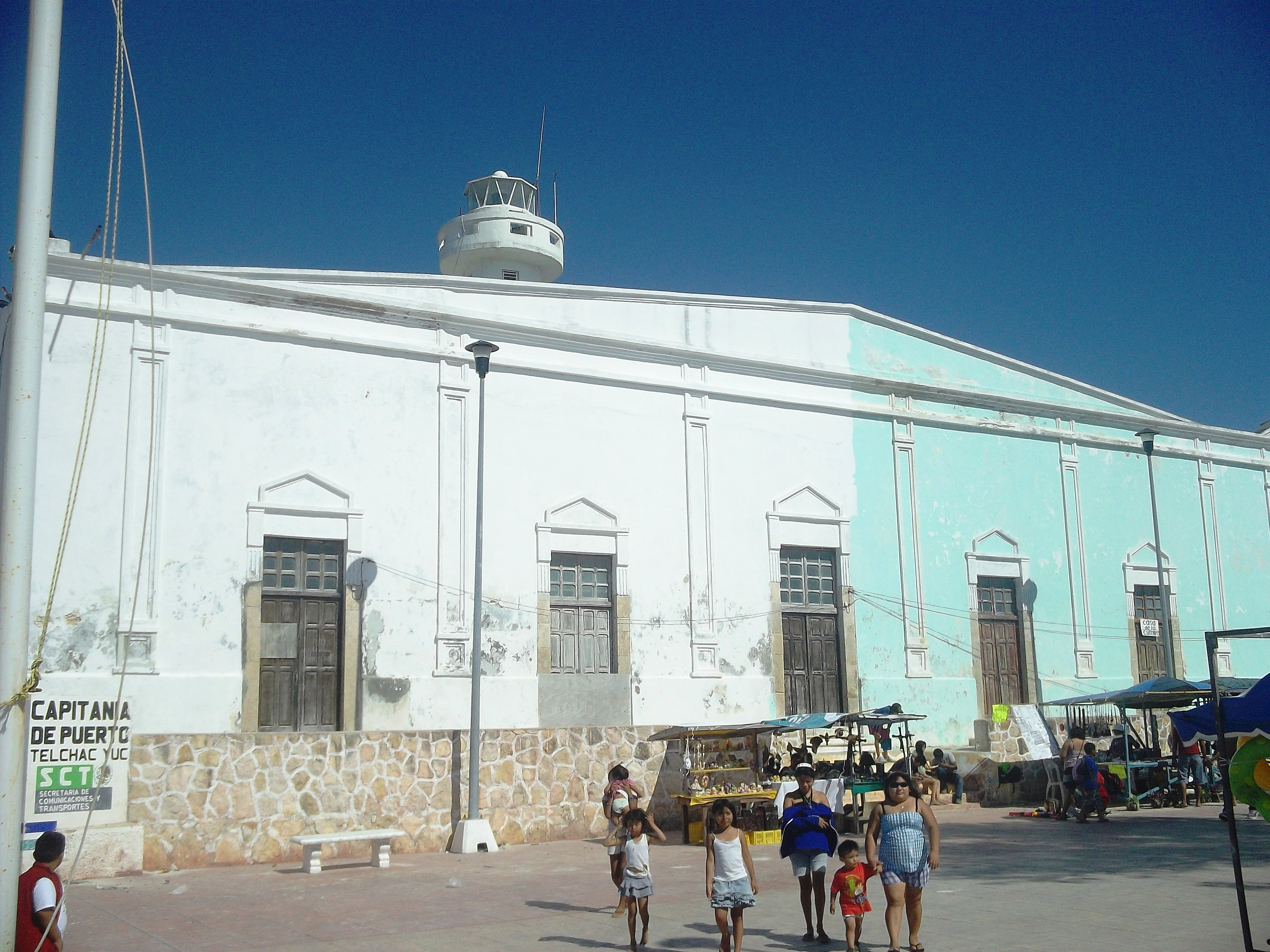
Capitanía de Telchac Puerto.
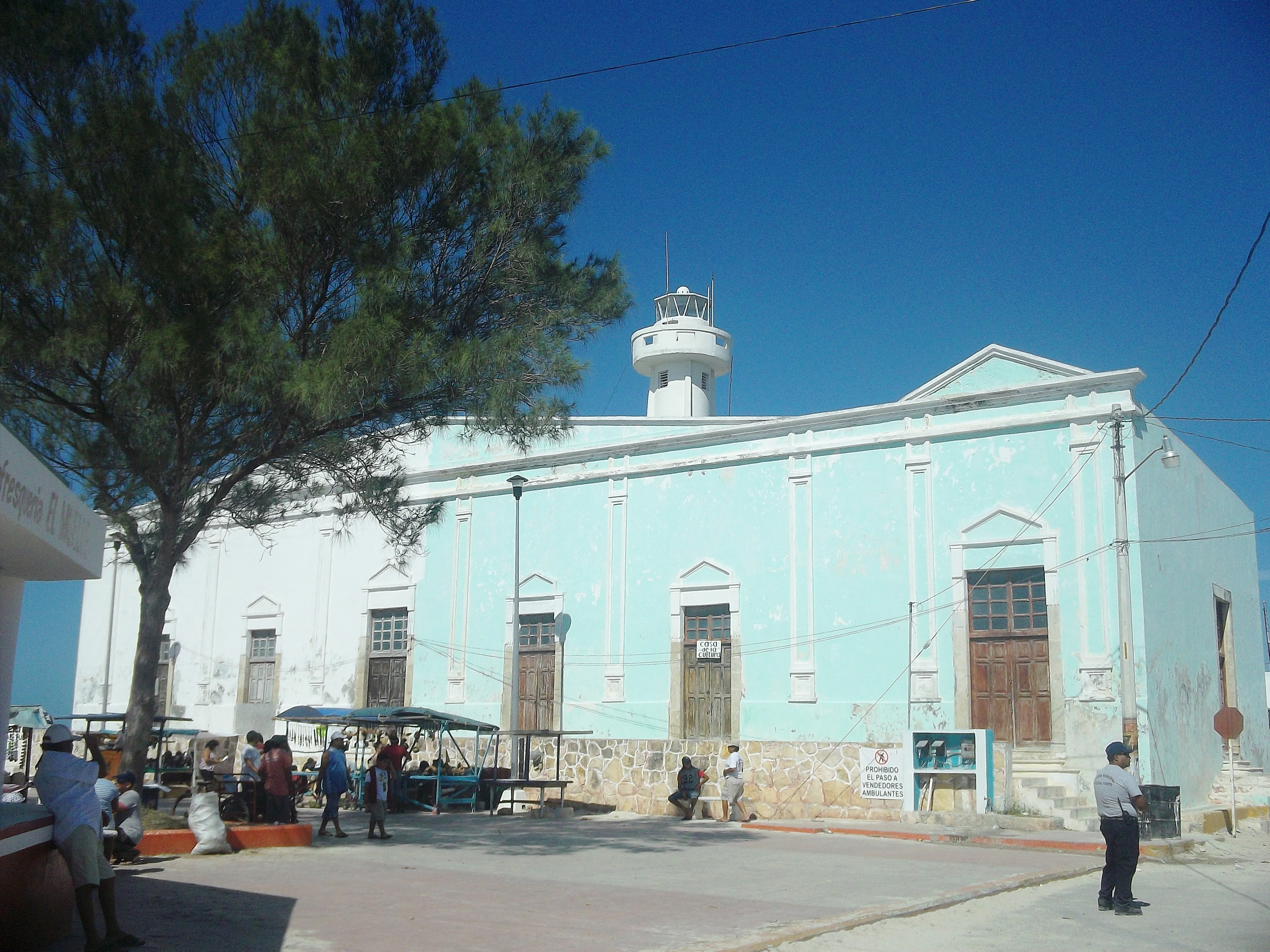
Capitanía de Telchac Puerto.
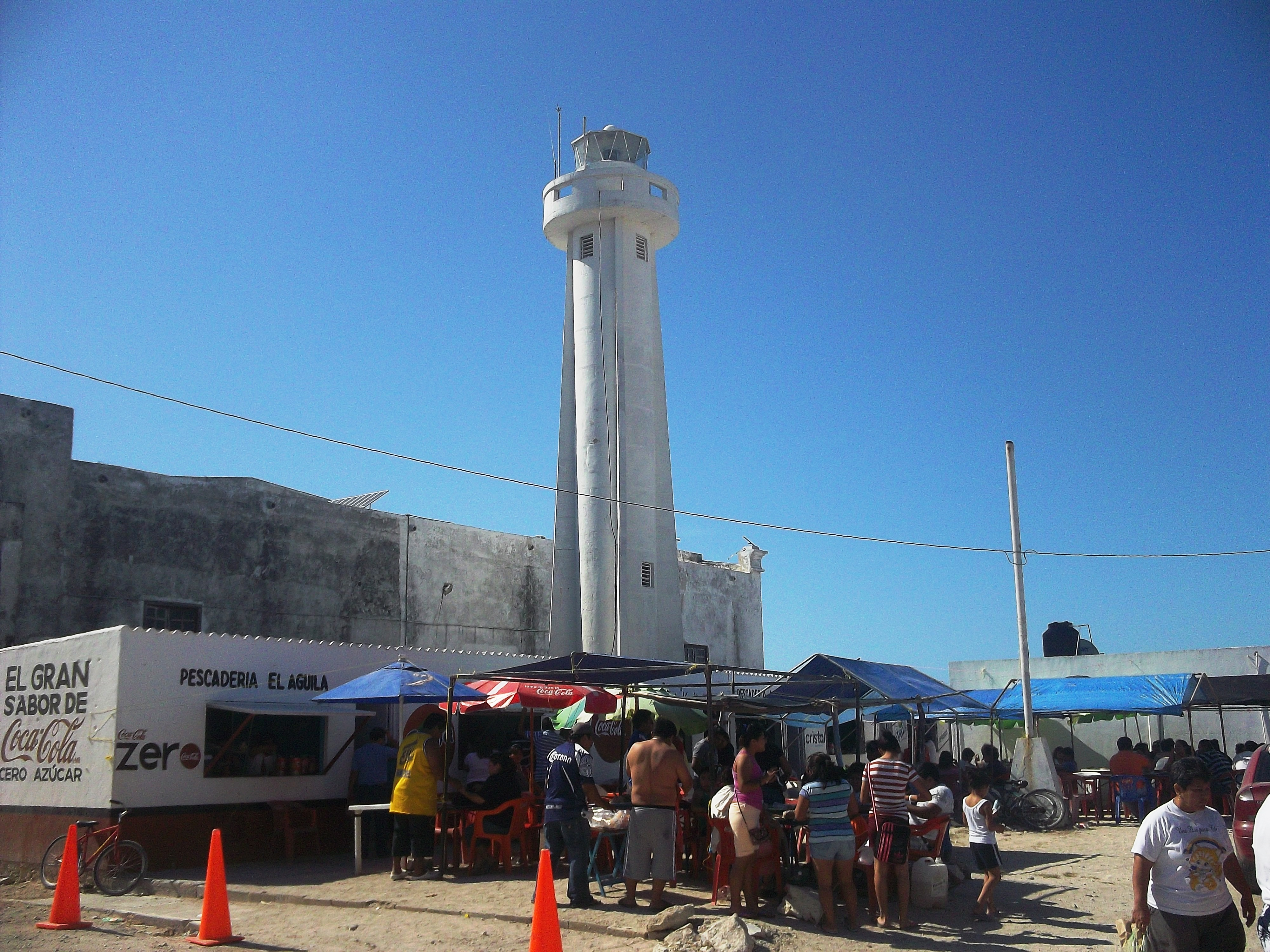
Faro de Telchac Puerto.